# Adolph Kießling
Adolph Kießling (* 15. Februar 1837 in Culm; † 3. Mai 1893 in Straßburg) war ein deutscher klassischer Philologe.

## Leben
Adolph Kießling war der Sohn des Pfarrers Adolph Kießling (senior) und der Enkel des Philologen und Zeitzer Stiftsdirektors Gottlieb Kießling. Der Pädagoge Johann Kießling war sein Bruder. Bereits in früher Jugend starb beider Mutter. Adolph besuchte ab 1851 das Berliner Friedrich-Wilhelms-Gymnasium, später das Naumburger Domgymnasium. Ein Jahr nach dem Tod des Vaters (1855) legte Kießling die Reifeprüfung in Naumburg ab und ging an die Universität Bonn, um Klassische Philologie zu studieren. Zu seinen akademischen Lehrern zählten Friedrich Gottlieb Welcker, Friedrich Ritschl, Franz Bücheler und Otto Jahn. 1858 wurde Kießling zum Dr. phil. promoviert und ging 1860 als Adjunkt ans Joachimsthalsche Gymnasium zu Berlin.
1863 wurde Kießling als ordentlicher Professor der Klassischen Philologie an die Universität Basel berufen. 1869 kehrte er als Lehrer an der Gelehrtenschule des Johanneums in Hamburg nach Deutschland zurück. 1872 folgte er einem Ruf an die Universität Greifswald, wo seine Laufbahn ihren Höhepunkt erreichte. Mit seinem Kollegen Ulrich von Wilamowitz-Moellendorff gab er die Reihe Philologische Untersuchungen heraus. 1889 wechselte Kießling als Nachfolger von Friedrich Leo nach Straßburg (mit einer Gehaltszulage von 3000 Mark), wo er 1893 starb.

## Leistungen
Kießlings Forschungsschwerpunkt waren Textkritik und die Kommentierung antiker Texte. Er gab von 1860 bis 1870 eine grundlegende Edition der Schriften des Dionysios von Halikarnassos heraus und schrieb zu Ammian, Seneca, Plautus, Catull und Properz. Sein Hauptwerk war ein umfangreicher Kommentar zu den Schriften des Horaz, der von 1884 bis 1889 in drei Bänden erschien und nach Kießlings Tode von Richard Heinze in der dritten Auflage herausgegeben wurde. Bis 1955 erfuhr das Werk acht Auflagen. Es wurde zuletzt 1967 nachgedruckt.
Gemeinsam mit Georg Kaibel verfasste Kießling die erste Übersetzung der neuentdeckten Athenaion politeia des Aristoteles, die 1891 in der zweiten Auflage erschien.